# Сен-Жюльен-де-Консель
Сен-Жюльен-де-Консель (фр. Saint-Julien-de-Concelles) — коммуна на западе Франции, находится в регионе Пеи-де-ла-Луар, департамент Атлантическая Луара, округ Нант, кантон Валле. Расположена в 10 км к востоку от Нанта, в 8 км от национальной автомагистрали N249, на левом берегу реки Луара. 
Южную часть территории коммуны занимает болото Гулен, природный парк регионального значения.
Население (2017) — 6 917 человек.

## Достопримечательности
- Церковь Святого Иулиана
- Часовня Святого Варфоломея XV века
- Особняк Мелери XVIII века
- Несколько ветряных мельниц

## Экономика
Структура занятости населения:
- сельское хозяйство — 17,7 %
- промышленность — 5,7 %
- строительство — 10,8 %
- торговля, транспорт и сфера услуг — 46,7 %
- государственные и муниципальные службы — 19,1 %

Уровень безработицы (2016 год) — 8,2 % (Франция в целом — 14,1 %, департамент Атлантическая Луара — 11,9 %). 

Среднегодовой доход на 1 человека, евро (2016 год) — 22 523 (Франция в целом — 20 809, департамент Атлантическая Луара — 21 548).

## Демография
Динамика численности населения, чел.

## Администрация
Пост мэра Сен-Жюльен-де-Конселя с 2014 года занимает Тьерри Агас (Thierry Agasse). На муниципальных выборах 2020 года возглавляемый им правый блок одержал победу в 1-м туре, получив 67,61 % голосов.
| Период | Период | Фамилия       | Партия                             | Примечания               |
| ------ | ------ | ------------- | ---------------------------------- | ------------------------ |
| 1977   | 1983   | Фредерик Про  | Объединение в поддержку Республики |                          |
| 1983   | 1989   | Пьер Гийе     |                                    | руководитель предприятия |
| 1989   | 1995   | Мишель Женно  | Разные правые                      |                          |
| 1995   | 2001   | Кловис Мерсье | Разные правые                      |                          |
| 2001   | 2008   | Пьер Руа      | Разные правые                      |                          |
| 2018   | 2014   | Кристоф Одуэн | Разные правые                      | менеджер                 |
| 2014   |        | Тьерри Агас   | Разные правые                      | руководитель предприятия |

## Разное
Сен-Жюльен-де-Консель является родиной популярного соуса Beurre blanc, который был придуман в маленьком ресторанчике на берегу Луары. Коммуна также является одним из главных французских производителей полевого салата (маша), ее ровная и песчаная земля подходит для выращивания овощей. Сен-Жюльен-де-Консель также выращивает на своих холмах виноград, из которого производят местное вино Мюскаде.

## Города-побратимы
- Триттау, Германия
- Саариярви, Финляндия

## Галерея
- Часовня Святого Варфоломея
- Особняк Мелери
- Ветряная мельница